# Лямбда Южной Короны
Ля́мбда Ю́жной Коро́ны (лат. Lambda Coronae Australis, сокр. λ CrA) — звезда в созвездии Южной Короны. Видимая звёздная величина +5,13m (видна невооружённым глазом). Звезда представляет собой тройную звёздную систему. Наиболее яркий компонент, λ CrA A, представляет собой белую звезду главной последовательности (спектральный класс A0/1V). Компонент B — оранжевый карлик, имеет спектральный класс K0V и видимую звёздную величину +9,63m, отстоит на 29,5 угловой секунды от главного компонента. Компонент C  находится на расстоянии 43,3 угловой секунды от главного компонента.